# Vlieter

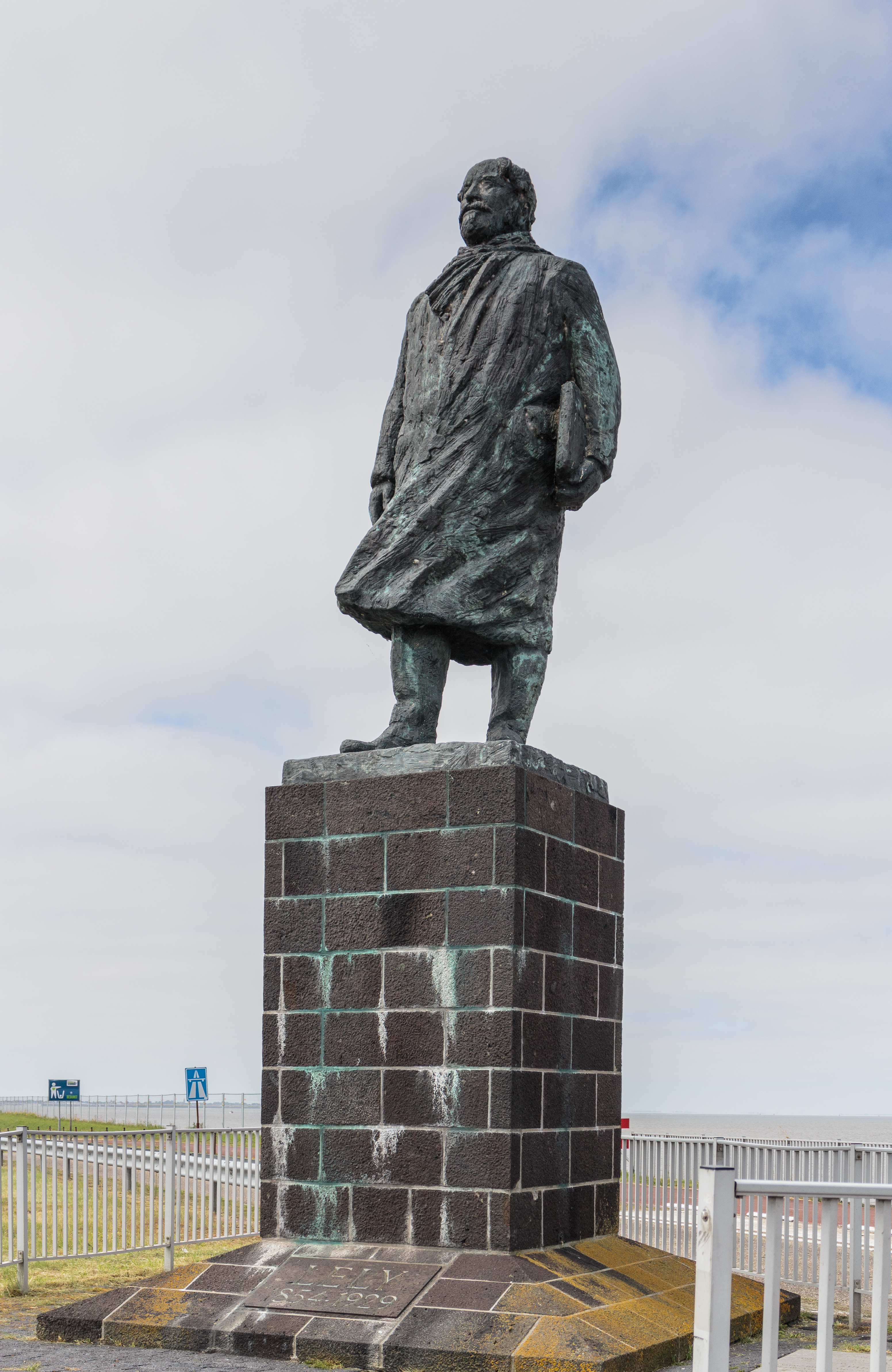
Statue de Cornelis Lely sur l'Afsluitdijk érigée en 2007

Le Vlieter est une partie de la mer des Wadden, le long de la digue de l'Afsluitdijk, six kilomètres environ à l'est de Den Oever.
Le Vlieter est l'endroit où les deux parties de l'Afsluitdijk se sont rejointes en 1932 pour fermer l'ouvrage. Un monument a été construit à cet endroit. Un parking et une passerelle le relient à l'autoroute. En 2007, la statue de Cornelis Lely y a été érigée.
En 2009, l'endroit est devenu une réserve naturelle protégée par le Ministère de l'Agriculture de la Nature et de l'Alimentation qui a annoncé le 28 octobre 2009 que le Vlieter, côté mer de Wadden, était une aire protégée de 143 hectares pour le développement de bancs de moules.